# Gräberfeld von Ebensfeld-Prächting
Das Gräberfeld von Ebensfeld-Prächting liegt bei Prächting im Landkreis Lichtenfels in Oberfranken  auf einer Anhöhe zwischen Zeitelbach und Kellbach. Das Gräberfeld wurde in der Eisenzeit von etwa 600 v. Chr. bis in die frühe Latènezeit (500–400 v. Chr.) belegt.
Die etwa 60 Hügel, 53 liegen im Wald und mindestens 7 im angrenzenden Ackerland, die 1975 und 1978 ausgegraben wurden, haben Durchmesser zwischen 10 und 30 Metern. Die Grabungen zeigten, dass die Hügel von Steinkreisen umfasst waren. Drei große Grabhügel scheinen die zentrale Position im Gräberfeld eingenommen zu haben. Im Wald sind beinahe alle Hügel angetrichtert. Die teilweise verbrannten Toten lagen in eingestürzten Holzkammern.
Neben zwei eisernen Schwertern und einigen Schmuckstücken wurden über hundert keramische Erzeugnisse geborgen. Darunter befinden sich drei Fußschalen, eine tönerne Hand, ein 18 Zentimeter hohes Pferd aus Ton und ein Rad. Die Keramiken weisen auf Beziehungen zur Oberpfalz, zu Böhmen und Ostösterreich hin.
Ausgrabungen erfolgten zwischen 1840 und 1856 durch L. Herrmann, 1975 durch Christian Pescheck und K. Schneider, 1978 durch Björn-Uwe Abels und Wilfried Auer.